# Kyla Ross
Pour les articles homonymes, voir Ross.
Kyla Ross (née le 24 octobre 1996 à Honolulu) est une gymnaste artistique américaine.

## Carrière
Kyla Ross remporte aux Jeux olympiques d'été de 2012 à Londres la médaille d'or du concours général par équipes féminin avec Gabrielle Douglas, McKayla Maroney, Alexandra Raisman et Jordyn Wieber. Le 22 février 2016, elle annonce sa retraite sportive.

## Palmarès

### Jeux olympiques
- Londres 2012
  -  médaille d'or au concours général par équipes.

### Championnats du monde
- Nanning 2014
  -  médaille d'or au concours général par équipes
  -  médaille de bronze au concours général individuel

- Anvers 2013
  -  médaille d'argent au concours général individuel
  -  médaille d'argent aux barres asymétriques
  -  médaille d'argent à la poutre
  - 5e place au sol